# EuroAtlantic Airways
EuroAtlantic Airways is een Portugese luchtvaartmaatschappij gespecialiseerd in wet-lease-, ad-hoc- en chartervluchten met als thuisbasis de luchthaven van Lissabon.

## Geschiedenis
Op 12 augustus 1993 werd het bedrijf opgericht als Air Zarco, maar gebruikte de handelsnaam Air Madeira.
Vanaf 17 mei 2000 veranderde de naam naar EuroAtlantic Airways - Transportes Aéreos.
EuroAtlantic is ook eigenaar van 38% van STP Airways, de nationale luchtvaartmaatschappij van São Tomé en Principe.

## Vloot
Samenstelling vloot september 2017
| Type                | Aantal | Orders | opmerkingen |
| ------------------- | ------ | ------ | ----------- |
| Boeing 737-800 NG   | 1      | 0      |             |
| Boeing 767-300ER    | 5      | 0      |             |
| Boeing 777-200      | 1      | 0      |             |
| Cessna Citation CJ3 | 1      | 0      |             |
| Totaal              | 8      | 0      |             |